# Minona bermudensis
Minona bermudensis är en plattmaskart som beskrevs av Ax och Sopott-Ehlers 1985. Minona bermudensis ingår i släktet Minona och familjen Monocelididae. Inga underarter finns listade i Catalogue of Life.